# Rue de Taissy
La rue de Taissy est une voie de la commune de Reims, située au sein du département de la Marne, en région Grand Est.

## Situation et accès
La rue de Taissy, située dans le Quartier Barbâtre - Saint-Remi - Verrerie, a son origine au Boulevard Dieu Lumière et longe la rivière Vesle jusqu'à la rue Henri Paris. Elle est en légère courbe.

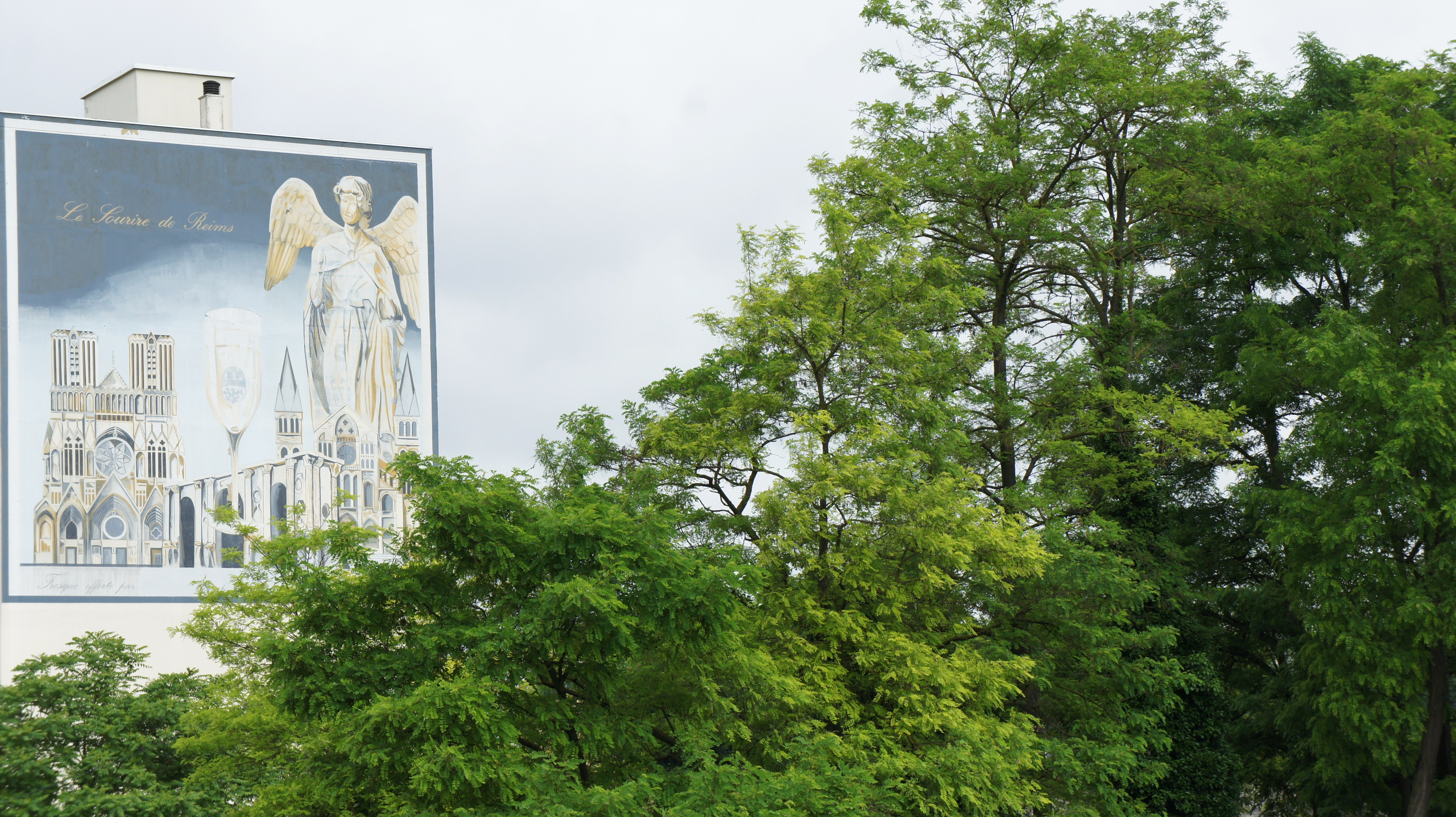
Décoration d'un immeuble d'habitation.

## Historique
Cette voie, ancienne rue de la papeterie prend la direction du village de Taissy. La rue regroupe un certain nombre de services municipaux.

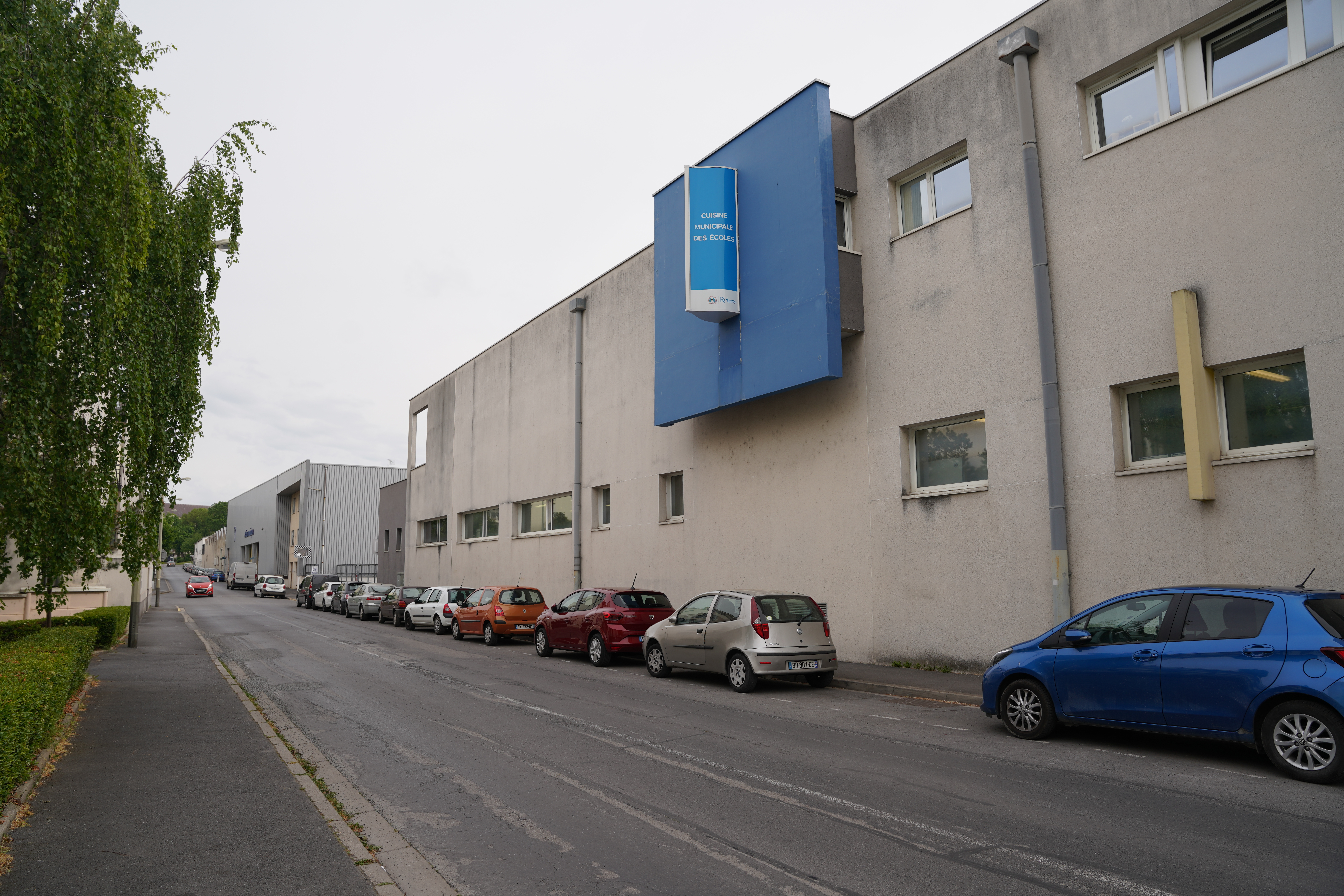
La cuisine communautaire au n°9.

## Bâtiments remarquables et lieux de mémoire
- La tour Féry, station de pompage dont le mécanisme fut élaboré au XVIIIe siècle par l'ancien moine Féry pour alimenter en eau les fontaines Godinot.

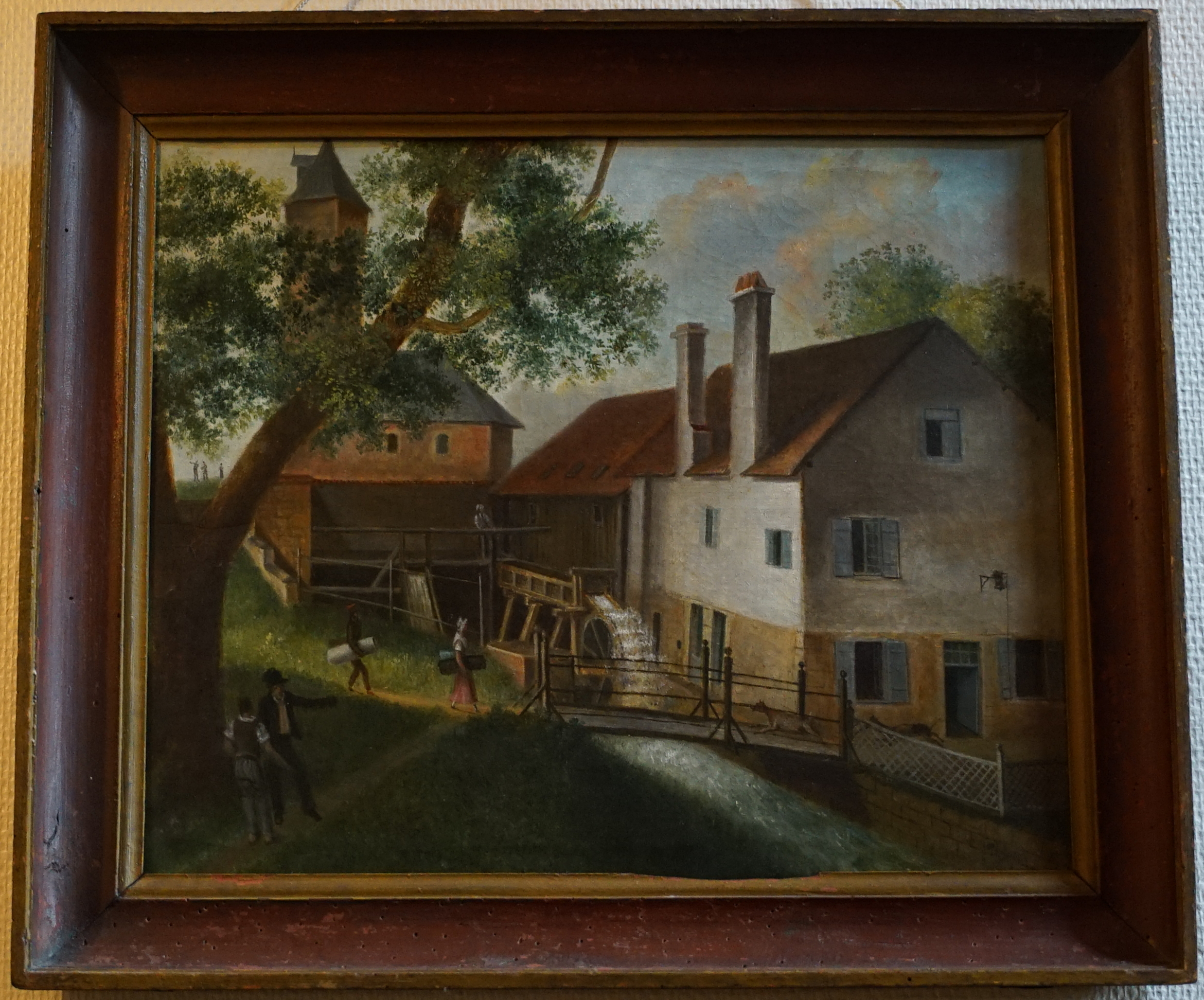
Tour et pompage de l'eau.
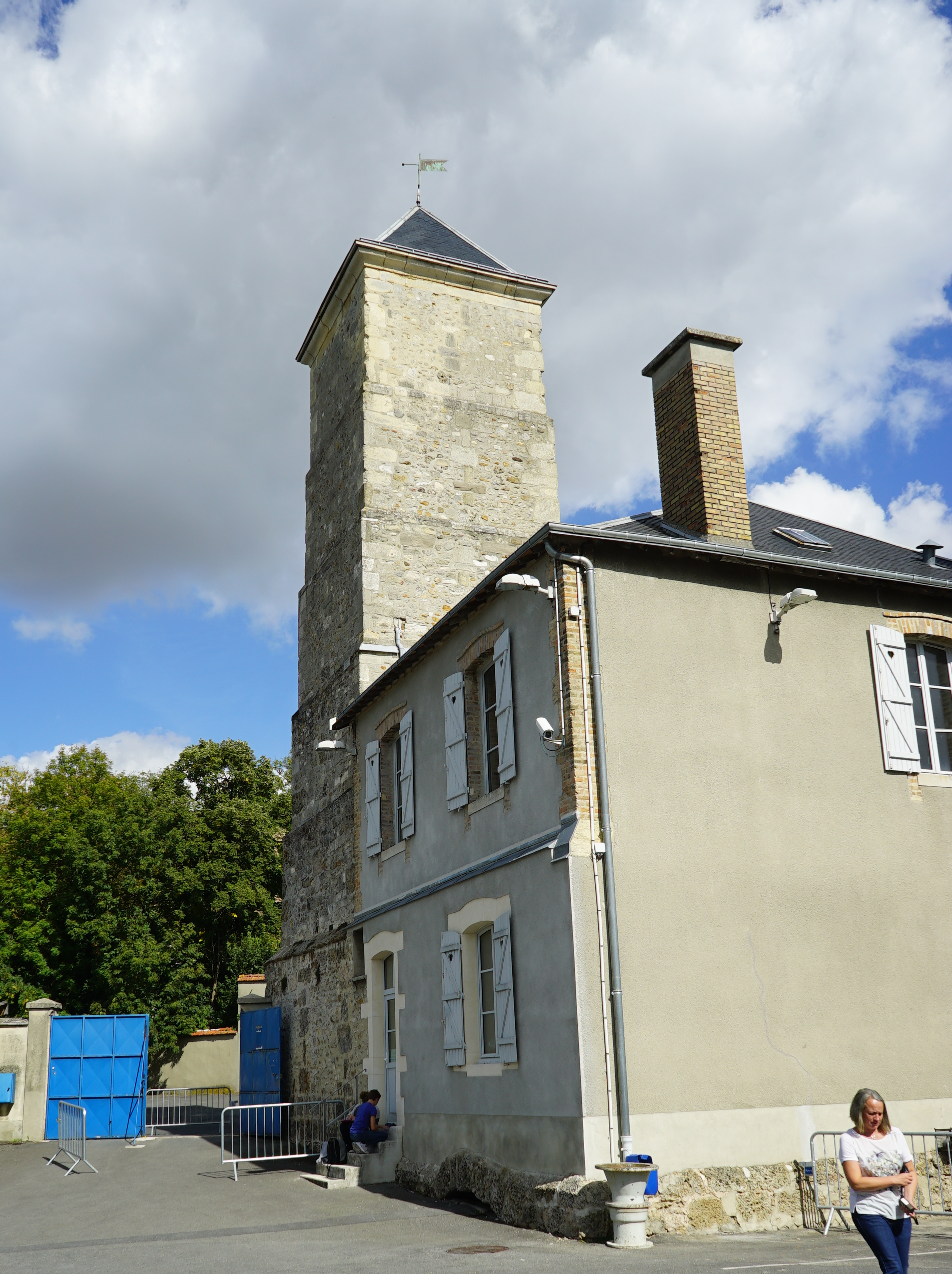
Vue actuelle.
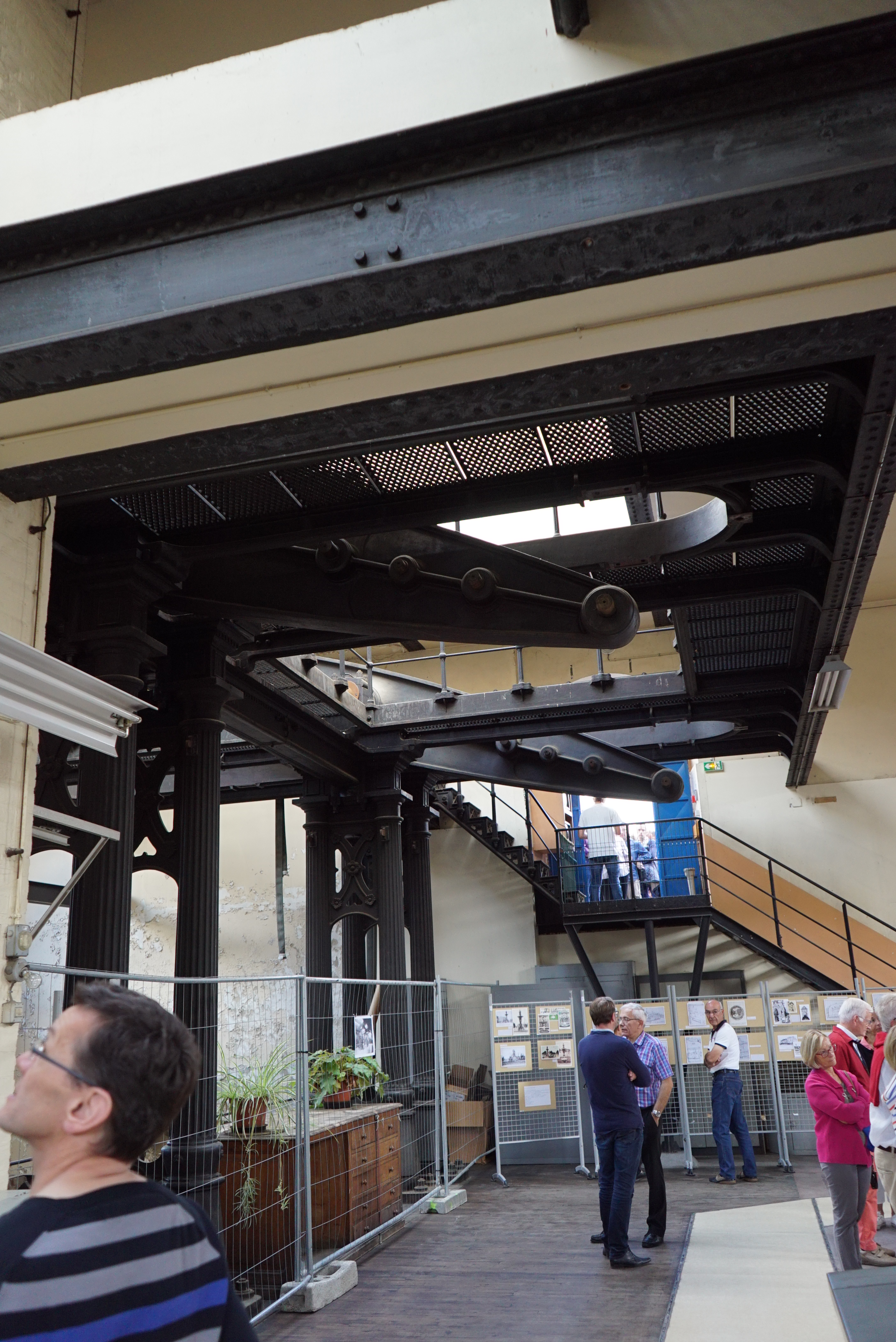
Salle intérieure.

- L'Ange au sourire peint sur l'immeuble situé au no  26.

Vue du quai du pré aux moines et de l'immeuble situé au 26 de la rue Taissy à Reims, sur lequel est peint lAnge au sourire.